# Aellopos clavipes
Aellopos clavipes, also known as the Clavipes Sphinx, là một loài bướm đêm thuộc họ Sphingidae. It lives mainly in Trung Mỹ but ranges from Venezuela to California, Arizona, và Texas in Hoa Kỳ.

## Miêu tả

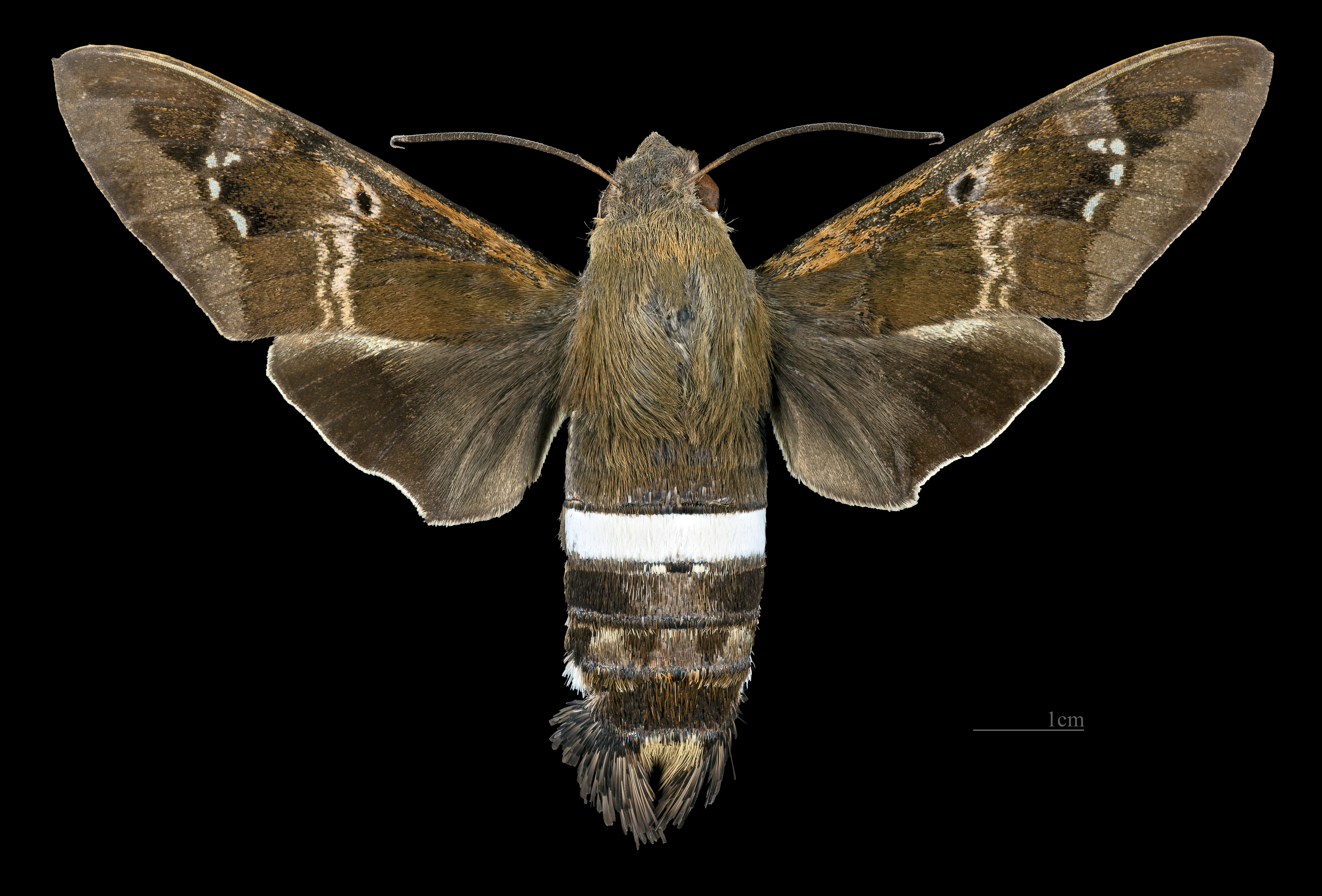
Aellopos clavipes ♀
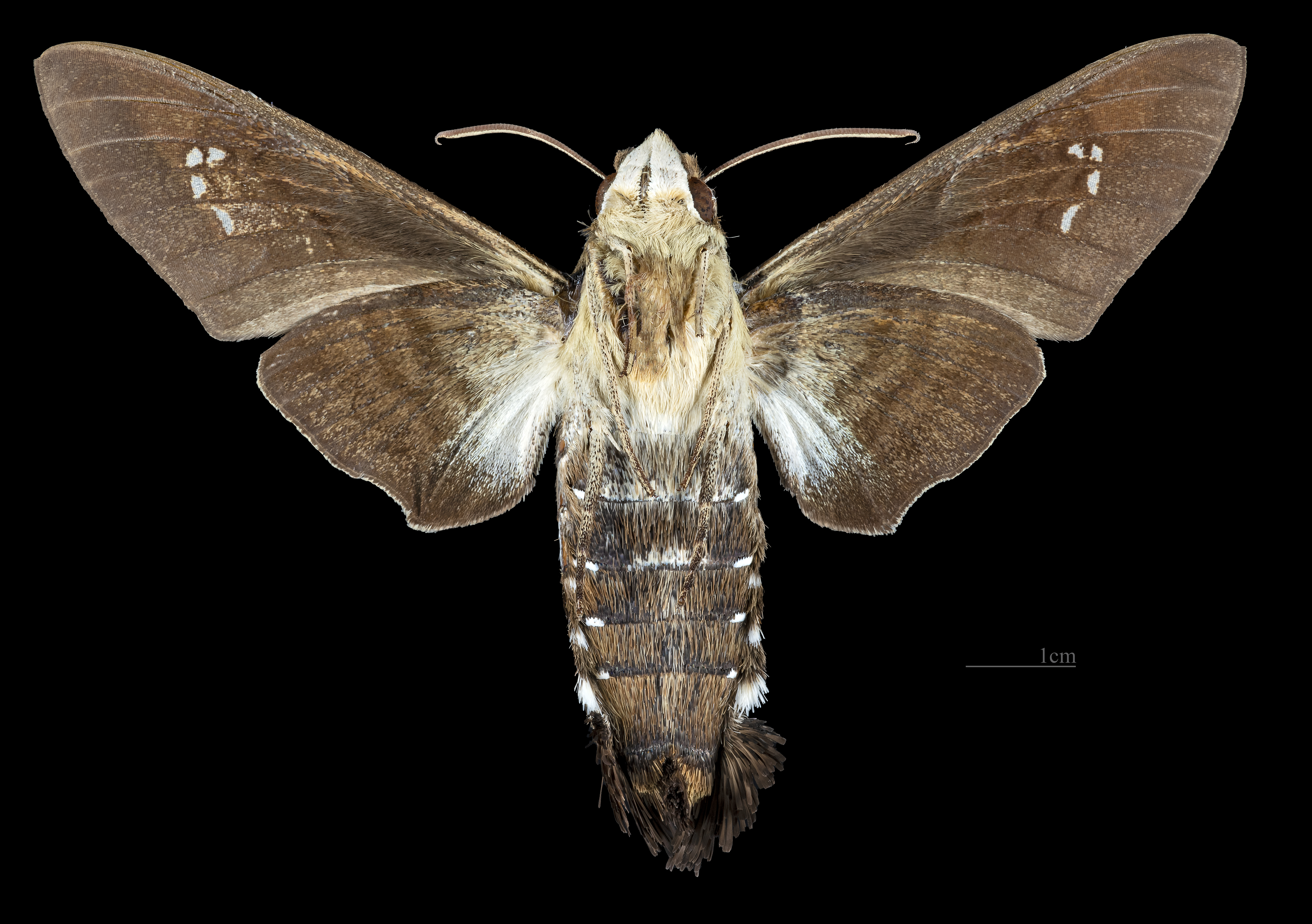
Aellopos clavipes ♀ △

## Phụ loài
- Aellopos clavipes clavipes
- Aellopos clavipes eumelas (Jordan, 1924)